# Offramp
Offramp ist das 1982 veröffentlichte, neunte Studioalbum von Pat Metheny, dabei das dritte als Pat Metheny Group. 1983 gewann das Album den Grammy Award für die beste Jazz-Fusion-Performance.

## Entstehungsgeschichte
Offramp wurde im November 1981 durch Jan Erik Kongshaug aufgenommen und dann in den Talent Studios in Oslo abgemischt. Es ist die erste Studioaufnahme, auf der Metheny den  Gitarrensynthesizer Roland GR-300 verwendet. der ihm half, seine „Blaupause“ für eine kommerziell eingängige Soundästhetik mit geschichteten Gitarrensoli zu entwickeln. Das Titelstück der Platte schrieb er nach seiner Erinnerung „innerhalb von zehn Minuten während eines Waldspaziergangs,“ auch weil ihm „das seinerzeit gerade erworbene Synclavier eine weitere Dimension ermöglichte.“

## Titelliste
Alle Titel sind von Pat Metheny und Lyle Mays, wenn es nicht anders vermerkt ist.
1. Barcarole (Pat Metheny, Lyle Mays, Nana Vasconcelos) – 3:17
2. Are You Going with Me? – 8:47
3. Au Lait – 8:32
4. Eighteen (Metheny, Mays, Vasconcelos) – 5:08
5. Offramp – 5:59
6. James – 6:47
7. The Bat Part II – 3:50

## Rezension
In AllMusic wurde das Album sehr positiv bewertet:

„Während das Vorgänger-Album As Falls Wichita, so Falls Wichita Falls von Pat Methenys Charisma bestimmt wurde, wendet sich der schwerer zugängliche, aber sicherlich lohnende Nachfolger Offramp mehr in Richtung des Abstrakten. So intellektuell Metheny auf atmosphärischen  Stücken wie „Are You Going with Me?“ und „Au Lait“ ist, sein Spiel bleibt ausgesprochen lyrisch und melodisch. Er ist deutlich von Jim Hall beeinflusst. … Selbst wenn er das Tempo für den schwierigen und kantigen Titelsong anzieht, scheut er leere musikalische Akrobatik. Die ganze CD hält Metheny eine starke Beziehung zu Keyboarder Lyle Mays, der ebenso vermeidet, seine Technik ausnutzen und sich stattdessen für ein gehaltvolles Geschichten-Erzählen entscheidet.“

Weniger positiv bewerteten die Kritiker Richard Cook & Brian Morton das Album in The Penguin Guide to Jazz; sie verliehen ihm lediglich 2½ Sterne (von vier); es sei eine recht „liebenswürdige Sequenz“.